# Dryas iulia
Dryas iulia — бабочка из подсемейства  Геликониды, семейства Нимфалиды. Единственный представитель рода Dryas. Описано более 15 подвидов.

## Описание
Размах крыльев от 82 до 92 мм. Бабочки окрашены в оранжевый цвет (самцы — более яркие) с чёрными отметинами.
Dryas iulia имеет высокую скорость полёта и часто посещает опушки лесов и лесистых местностей. 
Бабочек часто можно наблюдать на цветках, таких как Lantana и Scandix pecten-veneris. В Техасе гусеница питается на растениях из рода Passiflora — Passiflora lutea, Passiflora affinis.
В Коста-Рике отмечено питание слёзами (лакрифагия) у бабочек Dryas iulia и пчёл рода Centris у крокодила Crocodylus acutus.

## Распространение
Ареал от Бразилии до южного Техаса и Флориды. Летом может мигрировать в северные регионы США.

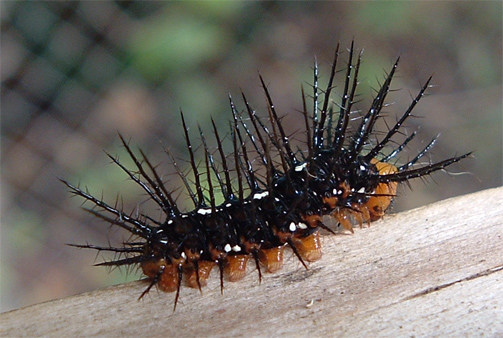
Гусеница
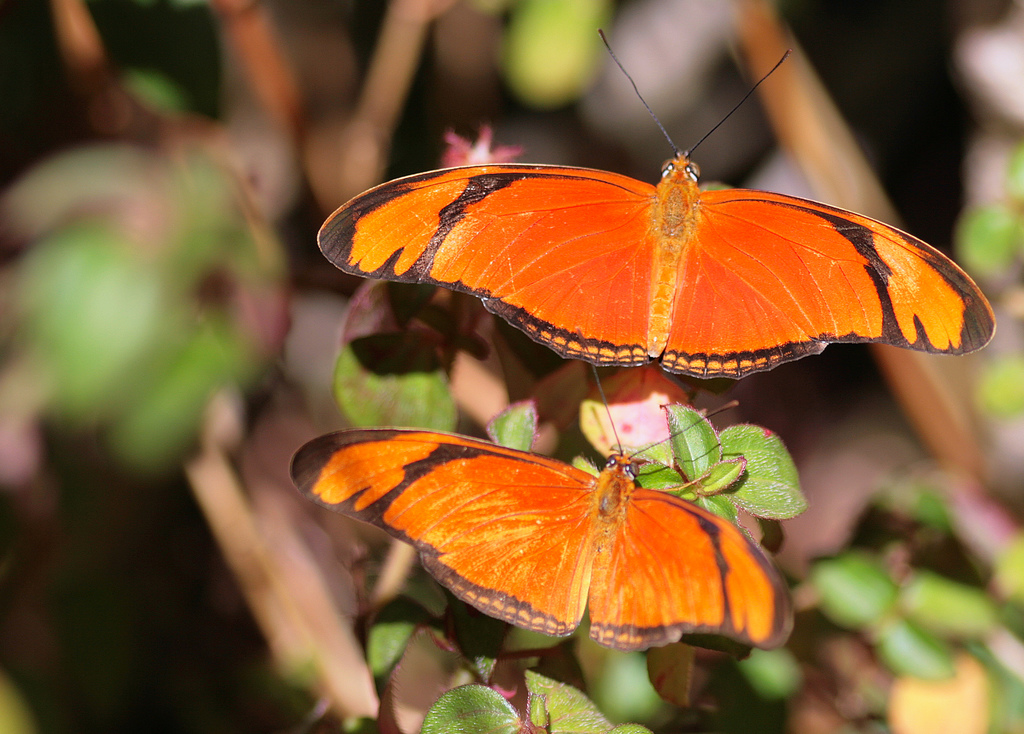
Имаго
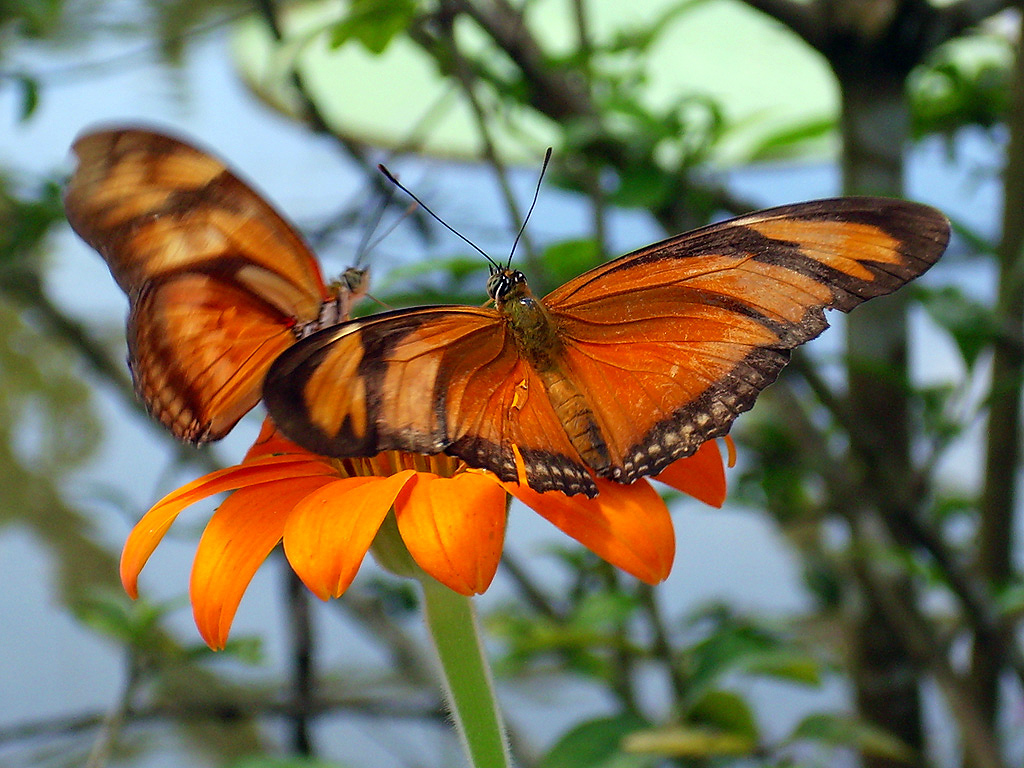
Имаго
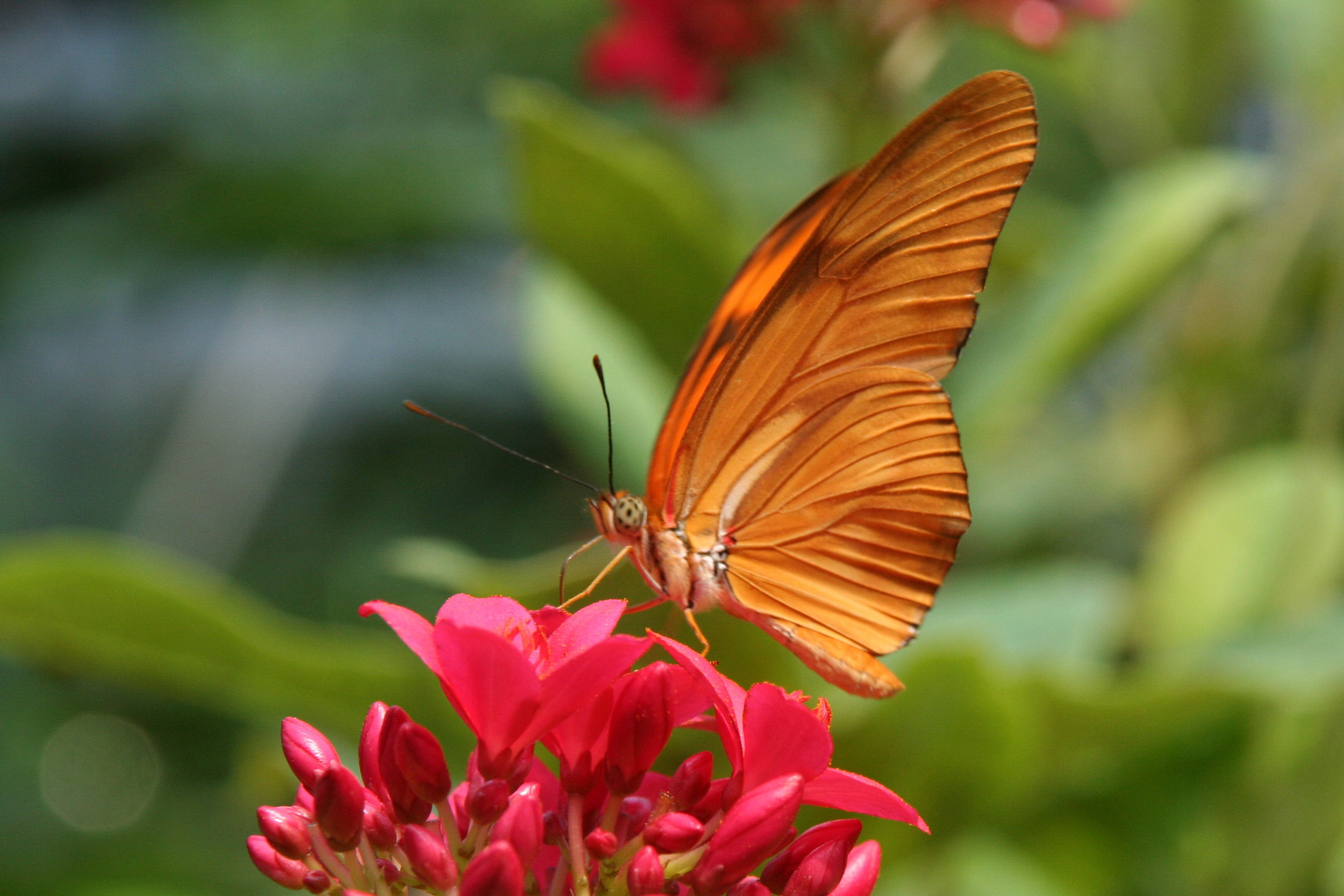
Нижняя сторона крыльев